# 宮城県立病院機構
地方独立行政法人宮城県立病院機構（みやぎけんりつびょういんきこう）は宮城県名取市愛島塩手に本拠を置く、同県による地方独立行政法人である。

## 概要
先行して独法化した、宮城県立こども病院同様、県立3病院の独法化が検討され、2011年に設立されたのが本法人である。

## 沿革
- 2011年4月1日 - 宮城県の地方独立行政法人として、地方独立行政法人宮城県立病院機構が発足。
- 2013年10月1日 - 本部を宮城県行政庁舎内から宮城県立がんセンター内へ移転。
- 2019年3月31日 - 宮城県立循環器・呼吸器病センターが、医療機能を栗原中央病院等の基幹病院に移管し閉院[1][2]
- 2020年8月 - 宮城県は宮城県立がんセンター、仙台赤十字病院、東北労災病院に対し統合に向けた協議を開始。後に統合構想には宮城県立精神医療センターも加わった[3]。

## 運営する医療機関等
- 宮城県立精神医療センター（名取市）
- 宮城県立がんセンター（名取市）